# Eef van Breen
Eef van Breen, né le 3 janvier 1978  à Westerbork, dans la province de Drenthe aux Pays-Bas, est un trompettiste de jazz, chanteur, arrangeur et compositeur néerlandais.

## Œuvre
En 2010, Eef van Breem est chargé d'écrire la musique pour l'opéra klingon ʾuʾ, le premier opéra en klingon, la langue fictive de l'univers de fiction Star Trek.
Son premier album, Playing Games (2010, Challenge Jazz) a obtenu une nomination aux Prix Edison (nl).

## Discographie
- Playing games, Challenge Records, 2010
- Changing Scenes, Challenge Records, 2011